# Die Nacht an der Autobahn
Die Nacht an der Autobahn ist ein deutscher, in der DDR produzierter Schwarz-Weiß-Film des Regisseurs Wilhelm Gröhl aus dem Jahr 1962.

## Handlung
Der junge Arzt Eberhard Bogans besucht eine Raststätte an einer Transitautobahn zwischen Westberlin und dem Bundesgebiet. Ihm wird unbemerkt ein an Elsbeth Kramer adressierter Brief untergeschoben und er macht sich auf, diesen zu überbringen. Dies ist dank fußläufiger Entfernung ohne weiteres möglich.
Bogans findet die Kramer bewusstlos vor, da sie einen Selbstmordversuch unternommen hat. Er kann sie retten und beschließt, bei ihr zu bleiben, bis sie weitere medizinische Versorgung erfahren kann.
Elsbeth Kramers Verzweiflung rührt aus der Tatsache, dass ihr Mann vor Kurzem „Republikflucht“ begangen hat und sich der Erledigung geheimdienstlicher Aufträge für den Westen zugewandt hat, in die er seine Frau zu verstricken sucht. Als Druckmittel dient ihm dabei das kranke Kind des Paares, das er zu einer vermeintlich lebensrettenden Behandlung in den Westen gebracht hatte. Nachdem sie zu Bogans Vertrauen gefasst hat und dieser sich trotz all ihrer Warnungen, sich besser aus der Sache zurückzuziehen, nicht abweisen lässt, sieht sie in ihm die Chance, sich aus den kriminellen Verstrickungen ihres Mannes lösen zu können.
Im Verlauf der Nacht kommt es zu Auseinandersetzungen und Verwirrungen über eine Lieferung spionagetechnischer Anlagen, die schließlich die Handlung mit einer Prise Gewalt würzen, bevor die „Feinde des Sozialismus“ ausgeschaltet sind und letzterer obsiegt. Einige überraschende Zusammenhänge, die am Ende klar werden, runden die Geschichte ab.

## Produktion
Der Film des Deutschen Fernsehfunks wurde im DEFA-Studio für Spielfilme, Potsdam-Babelsberg, hergestellt.
Für die Produktion war die Künstlerische Arbeitsgruppe „60“ verantwortlich.
Die Erstausstrahlung fand am 16. September 1962 im Deutschen Fernsehfunk statt.
EuroVideo brachte den Film am 14. Februar 2019 als DVD auf den Markt.
Der Filmtitel wird oft (so auch in IMDb) fälschlich als Die Nacht auf der Autobahn genannt. Richtig ist jedoch gemäß Filmtitel im Vorspann (0'58") und im Abspann (1h37'56") Die Nacht an der Autobahn.

## Rezeption
„Erpressung, Schmuggel, Republikflucht, versuchter Mord. Wilhelm Gröhls teilweise sehr spannend inszenierter Kriminalfilm, der auf Kinoniveau arbeitet und nach und nach immer mehr dunkle Machenschaften aufdeckt, weiß zu unterhalten, auch wenn er natürlich zunehmend eindeutig ideologisch gefärbt ist. Ab einer gewissen Stelle wird er absolut zum Politikum und da hört der Kriminalfilm auf. Der Westen wird dämonisiert als Ort, wo das Böse schlummert, Westkontakte werden verteufelt, ja es wird sogar behauptet, die Mauer wäre vom Westen aufgezogen worden, der nun einen neuen Krieg gegen den guten Sozialismus plane. In das Geschehen hinein tappt ein der SED angehörender frischgebackener Arzt, der durch sein Mitwissen in eine schwere Krise gerät und am Ende den Sozialismus über seine eigenen Ideale und seine eigene Braut stellt.“ (Das deutschsprachige Fernsehkriminalspiel)